# Tocqueville (Manica)

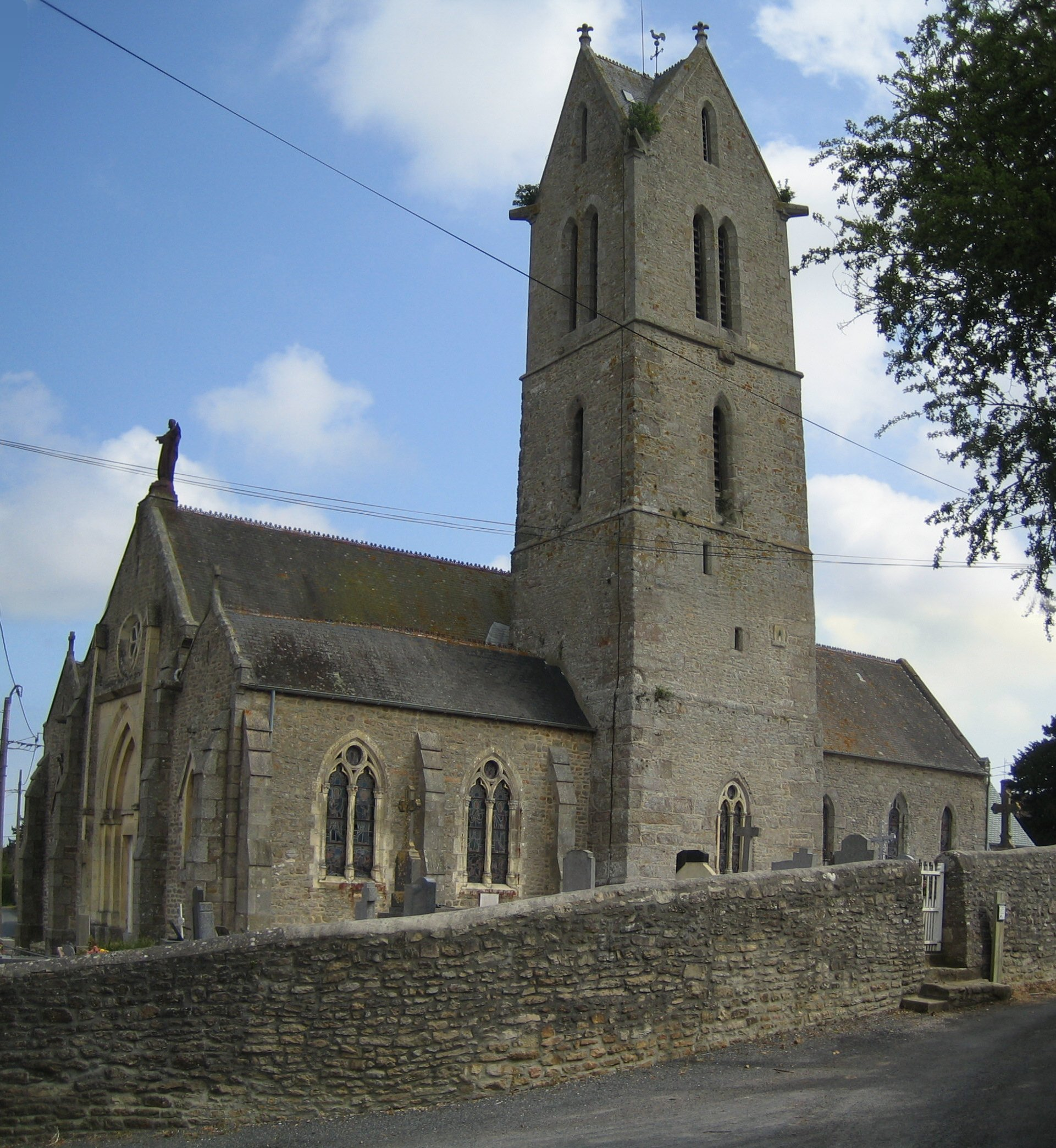
La chiesa

Tocqueville è un comune francese di 275 abitanti situato nel dipartimento della Manica nella regione della Normandia.

## Società

### Evoluzione demografica
Abitanti censiti